# Abrollbehälter (Gefahrenabwehr)
Ein bei der Gefahrenabwehr verwendeter Abrollbehälter  ist in seiner Ausführung und Beladung an eine der dabei zu erfüllenden Aufgaben angepasst. Die meisten dieser Behälter sind als geschlossene Kästen (Kofferaufbau) ausgeführt. Sie können für die Aufnahme bestimmter Ladungen (Material und Werkzeug) oder/und für den Aufenthalt von Personen (möbliert und mit Türen und Fenstern) eingerichtet sein. Die Behälter stehen einer Einsatzorganisation (Feuerwehr und andere Behörden und Organisationen mit Sicherheitsaufgaben) i. d. R. ständig beladen zur Verfügung, um bei Bedarf sofort  mit einem für Abrollbehälter üblichem Wechselladerfahrzeug zur Einsatzstelle gebracht werden zu können. Ein Beispiel für einen solchen Behälter mit bestimmter Ladung ist der Abrollbehälter Schlauch. Ein Beispiel für den Personenaufenthalt ist der  Abrollbehälter Einsatzleitung, von dem aus der Einsatz koordiniert wird.

## Gebrauch

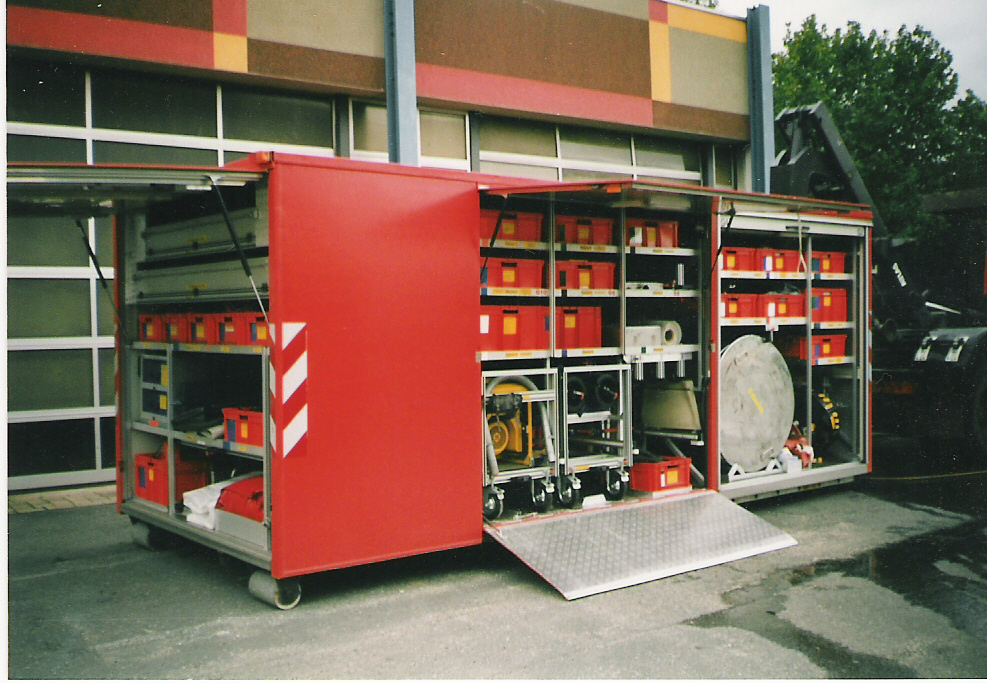
Abrollbehälter Gefahrgut

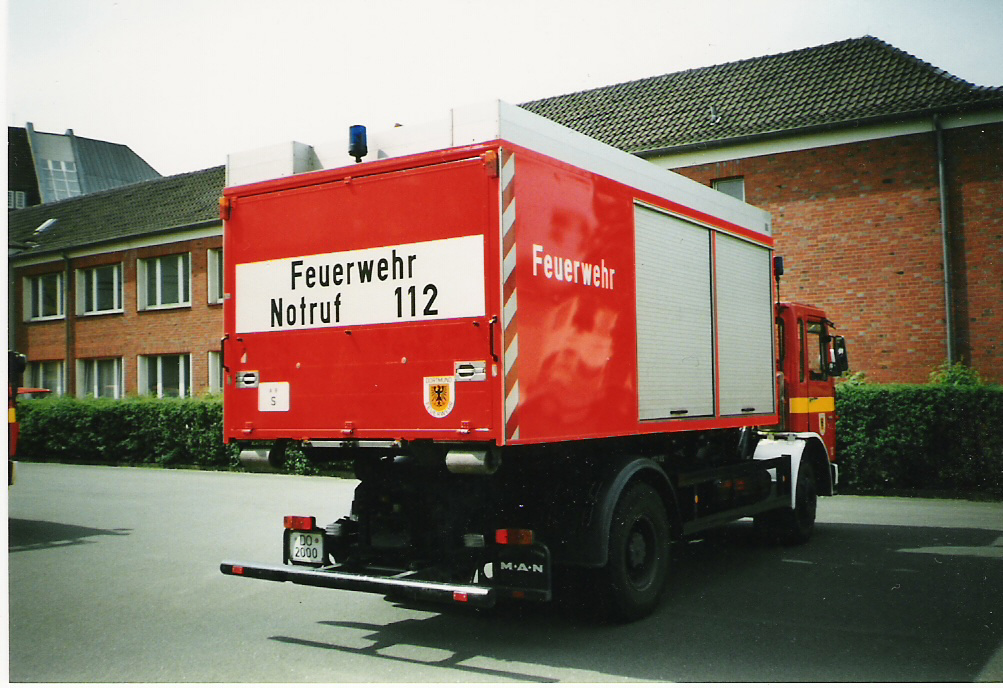
Abrollbehälter Schlauch

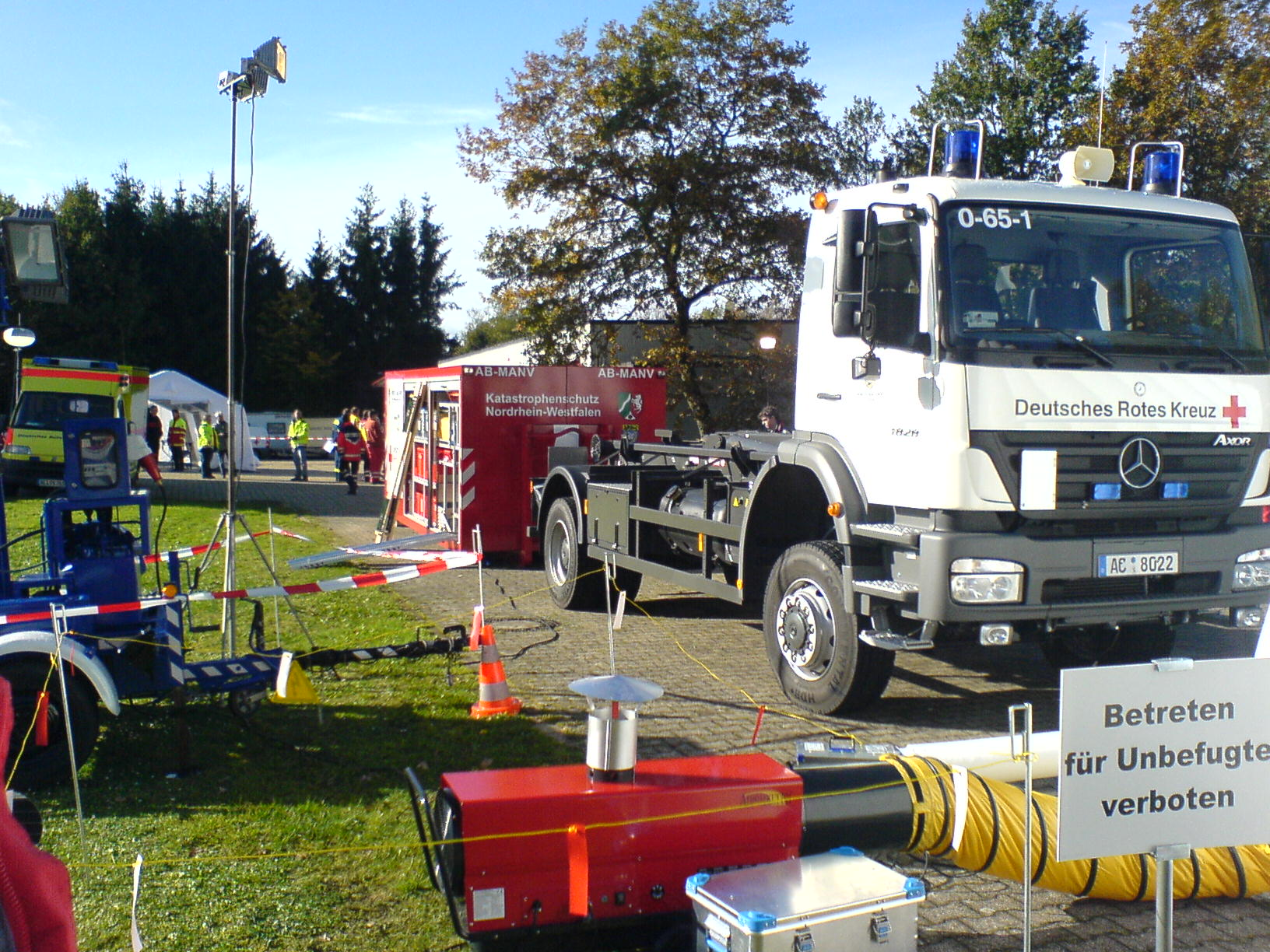
Abrollbehälter MANV

Der Abrollbehälter zusammen mit dem tragenden Wechselladerfahrzeug stellt das konzeptionelle Gegenstück zu einem Einsatzfahrzeug mit fest montiertem Aufbau dar. Die konzeptionelle Planung eines Fahrzeugparks einer Feuerwehr kann deshalb vorsehen, dass nicht für jeden Einsatzzweck ein Fahrzeug mit fest montiertem Aufbau beschafft wird, sondern verschiedene, auf bestimmte Einsatzzwecke abgestimmte Abrollbehälter, die mit nur einem Wechselladerfahrzeug zum Einsatzort verbracht werden. In einem Fahrzeugpark mit Wechselladerfahrzeugen wird es in der Regel weniger Trägerfahrzeuge geben als Abrollbehälter. Da der Preis für Anschaffung und Unterhalt eines Abrollbehälters nur ein Bruchteil dessen eines Fahrzeuges mit fest montiertem Aufbau beträgt, ergeben sich bei der wirtschaftlichen Betrachtung signifikante Vorteile. Besonders Beladungen, die für spezielle bzw. weniger häufige Einsatzzwecke gebraucht werden, oder Geräte, die bei größeren Schadenslagen nachgefordert werden sollen, eignen sich dafür in einem Abrollbehälter untergebracht zu werden. Beispiele für solche Beladungen sind Abrollbehälter mit Atemschutzgeräten, Schläuchen, Wasser oder Sonderlöschmittel bzw. mit speziellen Geräten für Gefahrguteinsätze, Wasserrettung oder Hochwasser, aber auch einfache Mulden und Ladeflächen für allgemeine Transportzwecke. So können mit wenigen Trägerfahrzeugen vielseitige Aufgaben bewältigt werden, und es lassen sich die Kapazitäten leicht erweitern.
Die Einsatztaktik, insbesondere die Alarm- und Ausrückeordnung von Feuerwehren, die Wechselladerfahrzeuge besitzen, muss darauf angepasst sein. Da ein Wechselladerfahrzeug nur einen Behälter auf einmal zur Einsatzstelle bringen kann, muss eine Planung für verschiedene Einsatzszenarien vorliegen. Das heißt, es muss unter anderem geregelt werden, welche Geräte auf Fahrzeugen mit fest montiertem Aufbau verbleiben, wie viele Wechselladerfahrzeuge vorgesehen werden und in welcher Abfolge die Abrollbehälter eventuell im Pendelverkehr an die Einsatzstelle gebracht werden. Besonders dann, wenn mehr Abrollbehälter an der Einsatzstelle benötigt werden als Trägerfahrzeuge vorhanden sind, oder bei mehreren, gleichzeitigen Einsätzen, können sich daraus Nachteile ergeben. Üblicherweise wird das Wechselladerfahrzeug mit dem am häufigsten benötigten Behälter beladen im Feuerwehrhaus stehen. Entsprechend dem vorliegenden Einsatzfall wird das Fahrzeug, direkt oder nachdem ein anderer Behälter aufgeladen wurde, ausfahren. An der Einsatzstelle wird der Behälter abgesetzt. Das Wechselladerfahrzeug steht dann wieder für andere Aufgaben zur Verfügung. Ein Abrollbehälter bietet wegen des zusätzlichen Hakensystems am Trägerfahrzeug, das bei einem fest montierten Aufbau nicht gebraucht wird, weniger Platz und Nutzlast. Zudem muss der Abrollbehälter meist erst abgesetzt werden, bevor die Geräte entnommen werden können.

## Arten von Abrollbehältern
Im Gegensatz zu den meisten Feuerwehrfahrzeugen ist lediglich der Abrollbehälter, aber nicht dessen Rüstung genormt. Jede Feuerwehr kann sich also Abrollbehälter selbst zusammenstellen. Jedoch orientieren sich die meisten Arten von Containern an folgende Einteilung:

### Abrollbehälter Betreuung / Aufenthalt
Einige Feuerwehren aber auch andere Hilfsorganisationen verwenden einen Abrollbehälter Betreuung um ihren Einsatzkräften bei längeren Einsätzen oder Großveranstaltungen einen Sozialraum für Pausen zur Verfügung stellen zu können. Diese Container sind meist mit Sitzgelegenheiten, kleinen Küchen und Kaffeemaschinen ausgestattet. Die Abrollbehälter Betreuung werden auch für kleinere betreuungsdienstliche Aufgaben, zur kurzfristigen Unterbringung von Betroffenen verwendet.

### Abrollbehälter Dekontamination
Der Abrollbehälter Dekontamination ist für die Entkleidung, Reinigen und Registratur der kontaminierten Einsatzkräfte, die einen Chemikalienschutzanzug (CSA) tragen, gedacht. Im Wesentlichen übernimmt er die Aufgaben eines Gerätewagen Dekontamination Personal. Je nach Ausstattung und Einsatzkonzept dienen entsprechende Abrollbehälter auch der Dekontamination von weiteren Beteiligten einschließlich von Zivilpersonen.

### Abrollbehälter Einsatzleitung
Der Abrollbehälter Einsatzleitung wird von der Führungsgruppe zur Koordination mittlerer und größerer Einsätze der Feuerwehr und des Katastrophenschutzes genutzt. Es wird häufig anstelle eines ELW 2 genutzt; mehrere Abrollbehälter können auch die Leistungsfähigkeit eines ELW 3 ergeben.

### Abrollbehälter Hochwasser
Der Abrollbehälter Hochwasser wird in hochwassergefährdeten Gebieten zum Einsatz gebracht. Zur Beladung der Komponente gehören beispielsweise Dammsysteme und Sandsackfüllmaschine inklusive Zubehör wie Pumpen, verschiedene Planen und Sandsäcke. Zu seiner Beladung kann ergänzend ein Alu-Mehrzweckboot bzw. Flachwasserschubboot gehören.

### Abrollbehälter Logistik
Es existieren bei einigen Feuerwehren Abrollbehälter, die im Wesentlichen dem Transport von verschiedenen Gerätschaften dienen und variabel bestückt werden. Sie dienen daher im Grundgedanken dem Transport wie auch die Gerätewagen Logistik.

### Abrollbehälter MANV
Auf dem Abrollbehälter MANV (Massenanfall von Verletzten) sind Gerätschaften für die Vorortversorgung von Verletzten verladen. Mit diesen Abrollbehältern kann man einen Behandlungsplatz zur Erstversorgung einrichten. In mehreren Zelten werden Tragen aufgebaut, auf denen die Patienten versorgt werden. Der Notarzt entscheidet dann die weitere Vorgehensweise. Benötigte Materialien zur Erstversorgung wie Sauerstoffflaschen, Medikamente, Defibrillator oder Verbandsmaterial werden ebenfalls mitgeführt.

### Abrollbehälter Mulde
Für den Abtransport von verschmutzten oder kontaminierten Gerätschaften und Stoffen halten einige Feuerwehren auch Mulden in Form von Abrollbehältern vor.

### Abrollbehälter Rüst
Auf einem Abrollbehälter Rüst sind Gerätschaften zur Technischen Hilfe verladen. Dieser wird unter anderem bei Verkehrsunfällen eingesetzt. Mit schweren hydraulischen Rettungsgeräten können eingeklemmte Personen aus den Fahrzeugen befreit werden. Der Abrollbehälter Rüst ist beladungstechnisch mit einem Rüstwagen vergleichbar. Ein Abrollbehälter Rüst kann jedoch einsatztaktisch einen Rüstwagen nicht gänzlich ohne Weiteres ersetzen. Vielmehr muss das gesamte Fahrzeugkonzept darauf abgestimmt sein, um den gleichen Einsatzwert zu erreichen.

### Abrollbehälter Schlauch

#### Für B-Schläuche
Der Abrollbehälter Schlauch (B-Schlauch) wird bei Großbrandeinsätzen verwendet, um längere Schlauchleitungen zu verlegen; z. B. um einen Waldbrand zu löschen, der weit von einer Stadt oder einem Gewässer entfernt ist, oder wenn die vor Ort vorhandenen Wasserreserven aufgebraucht sind. Oftmals dient als Orientierung die Beladung eines Schlauchwagens 2000.

#### Für F-Schläuche
Der Abrollbehälter Hytrans Fire System hat den ähnlichen Einsatzwert wie der Abrollbehälter Schlauch. Im Gegensatz zum Abrollbehälter Schlauch werden weniger Pumpen auf gleicher Strecke benötigt.

### Abrollbehälter Umweltschutz/Strahlenschutz/Gefahrgut
Der Abrollbehälter Umweltschutz wird bei Chemie- und Gefahrgutunfällen eingesetzt. Verladen sind Dichtmaterialien, um die Ausbreitung von Schadstoffen zu verhindern, sowie Materialien zur Beseitigung der ausgelaufenen Stoffe. Auch die persönlichen Schutzausrüstungen für die Feuerwehrangehörigen, wie Atemschutzgerät und Chemieschutzanzug, sind verladen.

### Abrollbehälter Wasser/Schaum
Der Abrollbehälter Wasser/Schaum stellt die Wasserversorgung an unzugänglichen Stellen wie Wäldern oder Aussiedlerhöfen sicher. Somit hat die örtliche Feuerwehr einen Puffer, bis die Löschwasserversorgung über eine längere Distanz eingerichtet wurde. Da so ein Fahrzeugtyp selten gebraucht wird, wird er meistens mit Abrollbehälter realisiert.

### Abrollbehälter Küche

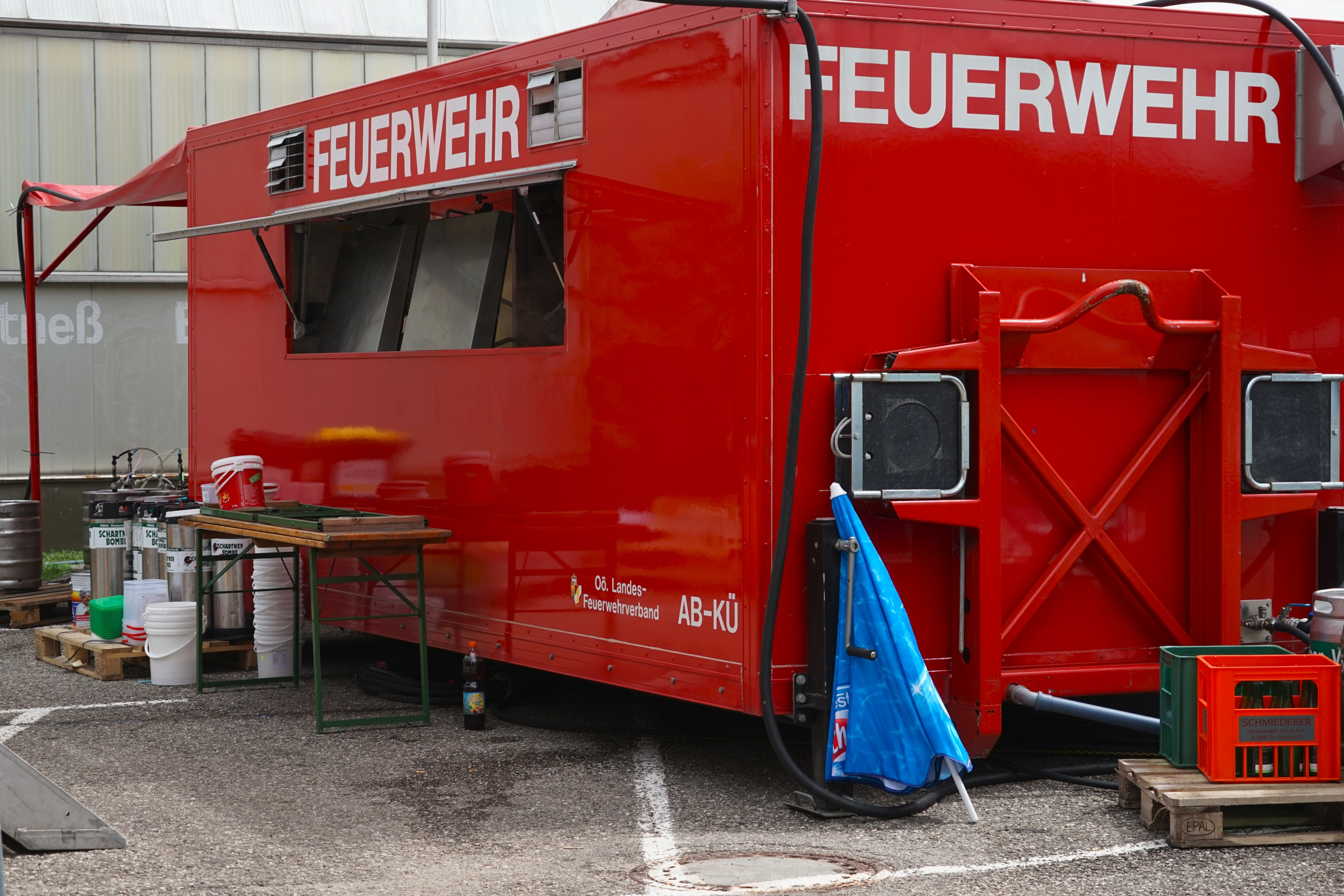
Kücheneinheit des OÖ Landesfeuerwehrverbandes

Für Großeinsätze ist auch die Verpflegung ein wesentlicher Punkt in der Logistik. So werden komplette Kücheneinheiten in Abrollbehälter eingebaut und bei Bedarf zum Einsatzort gebracht. In „Friedenszeiten“ werden diese Container oft bei Großveranstaltungen wie Feuerwehrwettbewerben oder Jugendlagern eingesetzt.